# Palkkatakka
Palkkatakka är en sjö i Gällivare kommun i Lappland och ingår i Kalixälvens huvudavrinningsområde. Sjöns area är 0,1 kvadratkilometer och den befinner sig 350 meter över havet.